# Naśliwiec
Naśłiwiec (Tetrops) – rodzaj chrząszczy z rodziny kózkowatych i podrodziny zgrzypikowych.

## Zasięg występowania
Przedstawiciele tego rodzaju występują w Europie, Rosji, na Kaukazie, w Azji Mniejszej, Azji Środkowej oraz w Chinach. Jeden gatunek (naśliwiec lilipucik) introdukowano we wsch. części Ameryki Północnej.
W Polsce stwierdzono 2 gatunki.

## Systematyka
Do rodzaju naśliwiec należy 12 gatunków i 2 podrodzaje:
- Podrodzaj:Mimosophronica Breuning, 1943
  - Tetrops bicoloricornis
  - Tetrops brunneicornis
  - Tetrops elaeagni
  - Tetrops formosus
  - Tetrops hauseri
- Podrodzaj: Tetrops Kirby, 1826
  - Tetrops gilvipes
  - Tetrops mongolicus
  - naśliwiec lilipucik (Tetrops praeustus)
  - Tetrops rosarum
  - naśliwiec jesionowy (Tetrops starkii)
  - Tetrops warnckei